# Carl Selmer
Carl Selmer (* 1896 in Esting; † 20. Juni 1972) war ein deutscher Germanist.

## Leben
Er besuchte das katholische Internat in Scheyern. Er studierte an der Universität München Sprachgeschichte, Weltgeschichte, Philosophie, Logik, Psychologie, Pädagogik und Paläographie. Er erwarb einen Dr. phil. (Studien zu den ältesten mittelhochdeutschen Benediktinerregeln) 1922 in Germanistik an der Universität Freiburg im Breisgau. Er wanderte 1924 in die USA aus. Am Hunter College lehrte als Professor für deutsche Sprache und Literatur. Er starb 1972 an einem Lymphosarkom.

## Schriften (Auswahl)
- German American History. An Outline. New York 1928, OCLC 16503829.
- Hg.: Middle High German translations of the Regula Sancti Benedicti. The eight oldest versions. Cambridge 1933, OCLC 1399699.
- Hg.: Benedictus Sanctus. The London Benedictine Rule. An unpublished Middle High German manuscript of the late 14th century. München 1936, OCLC 311401987.
- Hg.: Navigatio Sancti Brendani abbatis. Notre Dame 1959, OCLC 976766294.